# Pierre Boels
Pierre Boels (ou Peter), né avant 1548 (mort du père), mort le 23 juin 1586 est un peintre sur verre de l'école flamande du XVIe siècle.

## Biographie
Pierre Boels est le fils de Gerrit Boels. Il figure comme citoyen sur le registre de la ville de Louvain à la date du 17 mars 1555. Il a cinq enfants avec Gertrude de Scepere fille de Simon, qu'il épouse le 18 décembre 1559. Il exécute plusieurs travaux pour les communautés religieuses et la ville où il est né. En 1545, il exécute des médaillons en grisaille pour les fenêtres du refuge de l'abbaye de Parc à Bruxelles[pas clair]. Vers la même époque, Louis Van den Berghe, abbé du Parc, son mécène, lui commande plusieurs verrières. À la mort de ce dernier le 1er octobre 1558, Pierre trouve un successeur avec l'abbé Charles Van der Linden qui le charge de l'exécution de nombreuses commandes importantes.
À sa mort, son fils Gérard, également peintre sur verre, lui succède.

## Œuvres majeures
- Louvain (abbaye de Parc) 1945 :
  - Médaillons en grisaille pour les fenêtres du refuge de l'abbaye de Parc à Bruxelles.
  - Verrières pour les églises de Leliendale, de Hoboken, de Winghe-Saint-Georges, des augustins.
  - Verrière de Sainte-Gertrude, à Louvain représentant Saint Jean dans l'île de Pathmos, ornée de l'effigie de l'abbé Louis Van den Berghe.
  - Verrière pour une fenêtre de la salle capitulaire de Parc, représentant l'Ecce Homo, 1564.
  - Verrière pour une fenêtre de la salle capitulaire de Parc, représentant la Flagellation, 1564.
  - Médaillons aux fenêtres du dortoir de Parc où figurent des scènes de la vie et de la passion du Sauveur.
  - Médaillons aux fenêtres du réfectoire d'hiver représentant l'Histoire de Tobie. Chaque médaillon se trouve dans un encadrement surmonté des armoiries de l'abbé du Parc.
  - Vitrail à l'église Sainte-Gertrude à Louvain représentant le Triomphe de saint Norbert sur l'hérésiarque Tanchelin. Pour ce travail, sa rétribution est de vingt-six florins du Rhin payé par l'abbé Charles Van der Linden. 1561.
  - Verrière figurant Saint Jean dans l'île de Pathmos pour le cloître du monastère de Roosberghen à Waesmunster, pour une rétribution de vingt-quatre florins du Rhin. 1561.
  - Deux verrières destinées à l'église de Leliendale à Malines.
  - Verrière au cœur de la ci-devant chapelle de Notre-Dame hors ville à Louvain, représentant le Christ crucifié entre deux larrons. Au pied de la croix se trouvent la Sainte-Vierge, saint Jean et la Madeleine. S'y trouvent aussi, l'abbé Van der Linden en habits pontificaux, à genoux, et plusieurs autres personnages. Pierre Boels reçoit pour ce travail, la somme très importante de soixante-seize florins du Rhin. Cette œuvre est la plus importante de l'artiste[4].